# Contemporary Amperex Technology
Contemporary Amperex Technology Co. Limited eller CATL (宁德时代) er en kinesisk batteriproducent, der blev etableret i 2011 og er specialiseret i produktion af lithium-ion-batterier til elkøretøjer, energilagringssystemer og batteristyresystemer (BMS). Med en markedsandel på 37 % i 2023 er CATL verdens største producent af lithium-ion-batterier. De producerede 96,7 GWh af verdens produktion på 296,8 GWh i 2021. De har hovedkvarter i Ningde, Fujian.